# Dielsia
Dielsia Gilg 1904 es un género monotípico de plantas herbáceas perteneciente a la familia Restionaceae. Su única especie: Dielsia stenostachya (W.Fitzg.) B.G.Briggs & L.A.S.Johnson, Telopea 8: 27 (1998), es originaria del sudoeste de Australia.

## Sinonimia
- Restio stenostachyus W.Fitzg., Proc. Linn. Soc. New South Wales 28: 108 (1904).
- Dielsia cygnorum Gilg, Bot. Jahrb. Syst. 35: 88 (1904), nom. illeg.[1]